# Książki dla niepełnosprawnych
Książki dla niepełnosprawnych – są to szeroko pojęte materiały czytelnicze, adresowane do osób z niepełnosprawnościami, zarówno fizycznymi jak i psychicznymi, których możliwości korzystania ze standardowych wydawnictw książkowych ze względu na stan zdrowia są bardzo utrudnione lub całkiem niemożliwe. Umożliwiają dostęp osób niepełnosprawnych do nauki, kultury i rozrywki.
W zależności od typu niepełnosprawności odbiorcy wyróżnia się:
1. książki brajlowskie – książki przeznaczone dla osób niewidomych, w których treść zapisano punktowym alfabetem Braille’a
2. książki dotykowe – przeznaczone przede wszystkim dla odbiorcy dziecięcego z niepełnosprawnością wzrokową lub wszelkimi upośledzeniami umysłowymi; zawierają wypukłe ilustracje rozwijające zmysł dotyku
3. książki brajlo-drukowe – połączenie książki czarnodrukowej z tekstem w alfabecie Braille’a
4. książki ze znakami języka migowego – drukowane jednocześnie w czarnodruku i z symbolami języka migowego
5. książki mówione (audiobooki)